# Strathpeffer
Strathpeffer är en ort i Storbritannien.   Den ligger i kommunen Highland och riksdelen Skottland, i den norra delen av landet, 700 km norr om huvudstaden London. Strathpeffer ligger 92 meter över havet och antalet invånare är 893.
Terrängen runt Strathpeffer är huvudsakligen kuperad, men åt sydost är den platt. Runt Strathpeffer är det ganska tätbefolkat, med 120 invånare per kvadratkilometer. Närmaste större samhälle är Dingwall, 6,9 km öster om Strathpeffer. I omgivningarna runt Strathpeffer växer i huvudsak blandskog.